# سانی‌بروک (کالیفرنیا)
سانی‌بروک (به انگلیسی: Sunnybrook) یک منطقهٔ مسکونی در ایالات متحده آمریکا است که در شهرستان آمادور، کالیفرنیا واقع شده‌است. سانی‌بروک ۲۳۹ متر بالاتر از سطح دریا واقع شده‌است.